# Gazanfer Bilge
Gazanfer Bilge (ur. 23 lipca 1924 Karamürsel, zm. 20 kwietnia 2008 w Stambule), turecki zapaśnik. Złoty medalista olimpijski z Londynu.
Walczył w stylu wolnym w kategorii piórkowej (do 62 kilogramów). Zawody w 1948 były jego jedynymi igrzyskami olimpijskimi. Był złotym medalistą mistrzostw Europy w 1946. Tuż po igrzyskach zakończył karierę sportową, motywując to otrzymaniem gratyfikacji finansowej od tureckiego rządu, co miało łamać zasady amatorstwa.